# Varmluftmotor
En varmluftmotor er en varmekraftmaskine, som kan konstrueres, så den kan anvendes som varmepumpe og/eller mekanisk generator. Som varmluftmotor varmepumpe er input mekanisk arbejde - og output er termisk energi flyttet fra en koldt varmereservoir til et varmt varmereservoir. Som varmluftmotor mekanisk generator er input termisk energi flyttet fra et varmt varmereservoir til et koldt varmereservoir - og output er mekanisk arbejde.
En varmluftmotor burde på dansk hedde en varmgasmotor, da der udover luft også bliver anvendt andre gasser som fx; helium, nitrogen...

## Virkemåde

### Varmluftmotor som mekanisk generator
En varmluftmotor mekanisk generator virker ved at en gas opvarmes og dermed udvider sig – og trækker sig sammen når det afkøles. Dette benyttes via stempler til at skubbe og trække i plejlstænger eller svingplader – og herved kan mekanisk arbejde udvindes.
Varmluftmotoren konverterer noget af den overførte varme mellem varmereservoirene til mekanisk bevægelse.
Den varme og kolde reservoirtemperatur indgår i formlen for virkningsgraden, for de enkelte varmluftmotorvarianter.
Den højeste teoretiske virkningsgrad har Carnot-varmluftmotoren som mekanisk generator:
{\displaystyle \eta _{\text{Carnot}}=1-{\frac {T_{\text{C}}}{T_{\text{H}}}}}
Temperaturene skal indsættes i Kelvin. Jo større temperaturforhold, jo bedre er varmeudnyttelsen altså. En nyttevirkning på 1 er en 100 % omdannelse af varme til arbejde, men det ses, at 100 % ikke kan opnås for endelige temperaturer.

### Varmluftmotor som varmepumpe
En varmluftmotor varmepumpe virker ved at en gas udsættes for minsket rumfang og øget rumfang - i denne proces anvendes mekanisk energi. Det mekaniske energi tilføjes via plejlstænger eller svingplader til stempler til at ændre rumfanget. Når rumfanget er "småt" vil gassen som konsekvens opvarmes; dette ledes til det (fx varme) varmereservoir - når rumfanget er "stort" vil gassen som konsekvens afkøles; fra det (fx kolde) varmereservoir ledes varme.
Varmluftmotoren konverterer her mekanisk energi til varmepumpning.
Den varme og kolde reservoirtemperatur indgår i formlen for virkningsgraden, for de enkelte varmluftmotorvarianter.
Den højeste teoretiske virkningsgrad har Carnot-varmluftmotoren som varmepumpe:
{\displaystyle \eta _{\text{varmepumpe}}={\frac {1}{\eta _{\text{Carnot}}}}={\frac {1}{1-{\frac {T_{\text{C}}}{T_{\text{H}}}}}}}
Temperaturene skal indsættes i Kelvin. Det ses, at en Carnot-varmepumpe har en nyttevirkning på over 1, men bemærk at varmen kommer fra det (fx kolde) varmereservoir.

## Termoakustisk varmluftmotor
I en termoakustisk varmluftmotor bliver gassen ikke flyttet via stempler, men virker ved at en trykbølge katalyserer opvarmning og afkøling afhængig af trykbølgens retning. Det mekaniske arbejde udvindes eller tilføres via en højttaler (evt. piezoelektrisk) eller et stempel – og fungerer derfor som arbejdsstempel.

## Historisk
Den første anvendelige varmluftmotor blev opfundet eller udviklet i 1816 af Reverend Robert Stirling – og hedder i dag en Stirlingmotor.

## Termodynamisk kredsproces
En varmluftmotors termodynamiske kredsproces kan (ideelt set) udgøres af 3 eller flere termodynamiske processer (typisk 4). I en af processerne skal der tilføres varme fra et varmereservoir - og i en anden af processerne skal der fraføres varme fra et andet varmereservoir. De anvendte processer kan hver især være en af disse:
- isoterm proces (ved konstant temperatur, vedligeholdt med termisk varme tiføjet eller fjernet ved hjælp af en varmereservoir)
- isobar proces (ved konstant tryk)
- isochor proces (ved konstant rumfang)
- adiabatisk proces (ingen termisk varme tilføres eller fjernes fra arbejdsfluidet)
  - isentropisk proces (ingen termisk varme tilføres eller fjernes fra arbejdsfluidet – og entropien er konstant – det kaldes også en reversibel adiabatisk proces)[5]
- isentalpisk proces (entalpien er konstant)

Her følger nogle eksempler:
| Kredsproces\Proces                                                                                 | Kompression | Varmetilførsel | Ekspansion  | Varmefraførsel |
| -------------------------------------------------------------------------------------------------- | ----------- | -------------- | ----------- | -------------- |
| Varmekraftmaskine-kredsprocesser normalt med ekstern forbrænding - eller varmepumpe-kredsprocesser |             |                |             |                |
| Ericsson (første,1833) Brayton                                                                     | isoterm     | isobar         | isoterm     | isobar         |
| Bell Coleman (omvendt Brayton)                                                                     | adiabatisk  | isobar         | adiabatisk  | isobar         |
| Carnot                                                                                             | isentropisk | isoterm        | isentropisk | isoterm        |
| Stoddard                                                                                           | adiabatisk  | isobar         | adiabatisk  | isobar         |
| Stirling                                                                                           | isoterm     | isochor        | isoterm     | isochor        |
| Ericsson (anden,1853)                                                                              | isoterm     | isobar         | isoterm     | isobar         |

Et eksempel mere på en varmluftmotor er Vuilleumier-varmepumpe.